# Domaine de Kurume

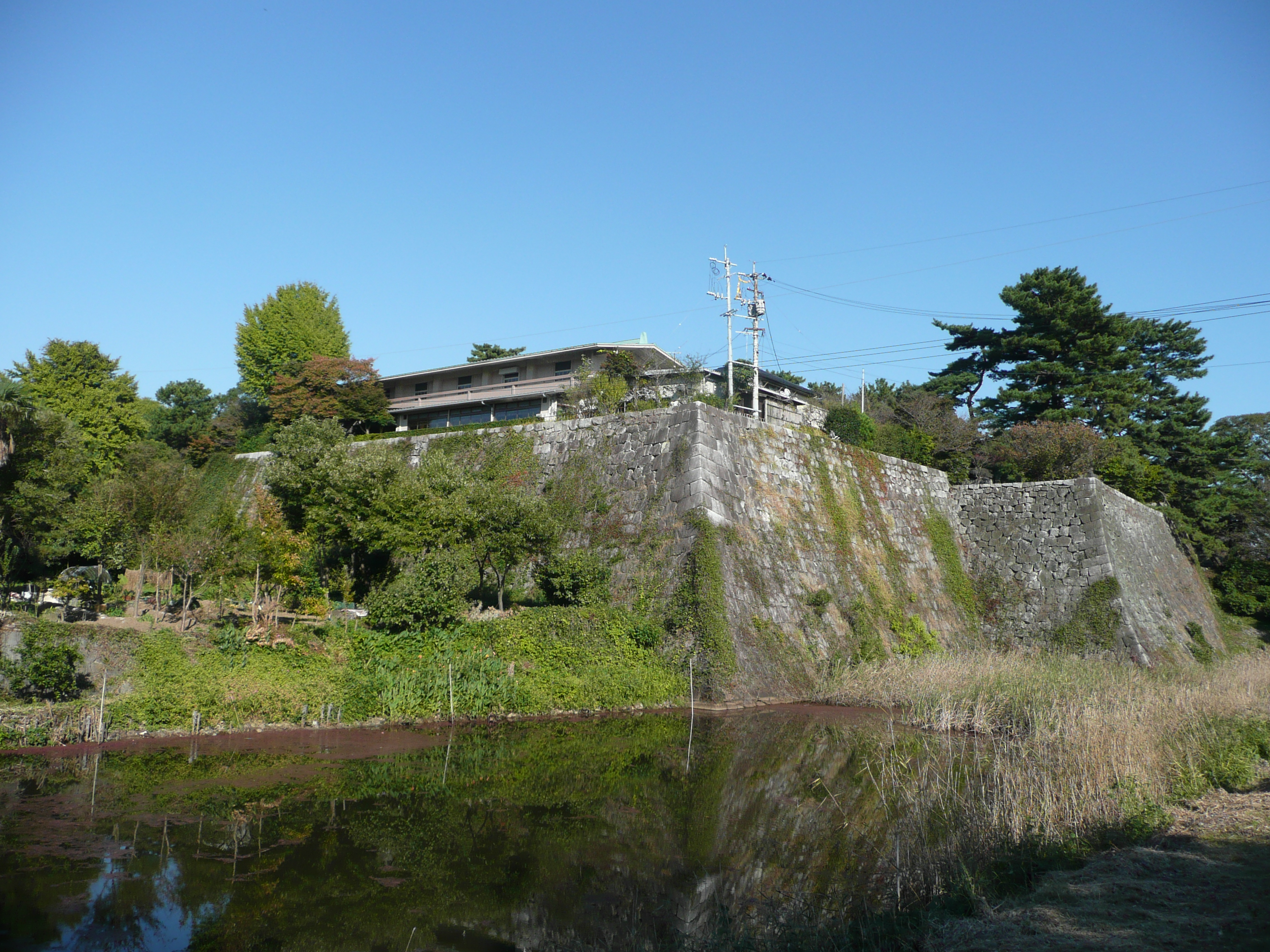
Restes du château de Kurume.

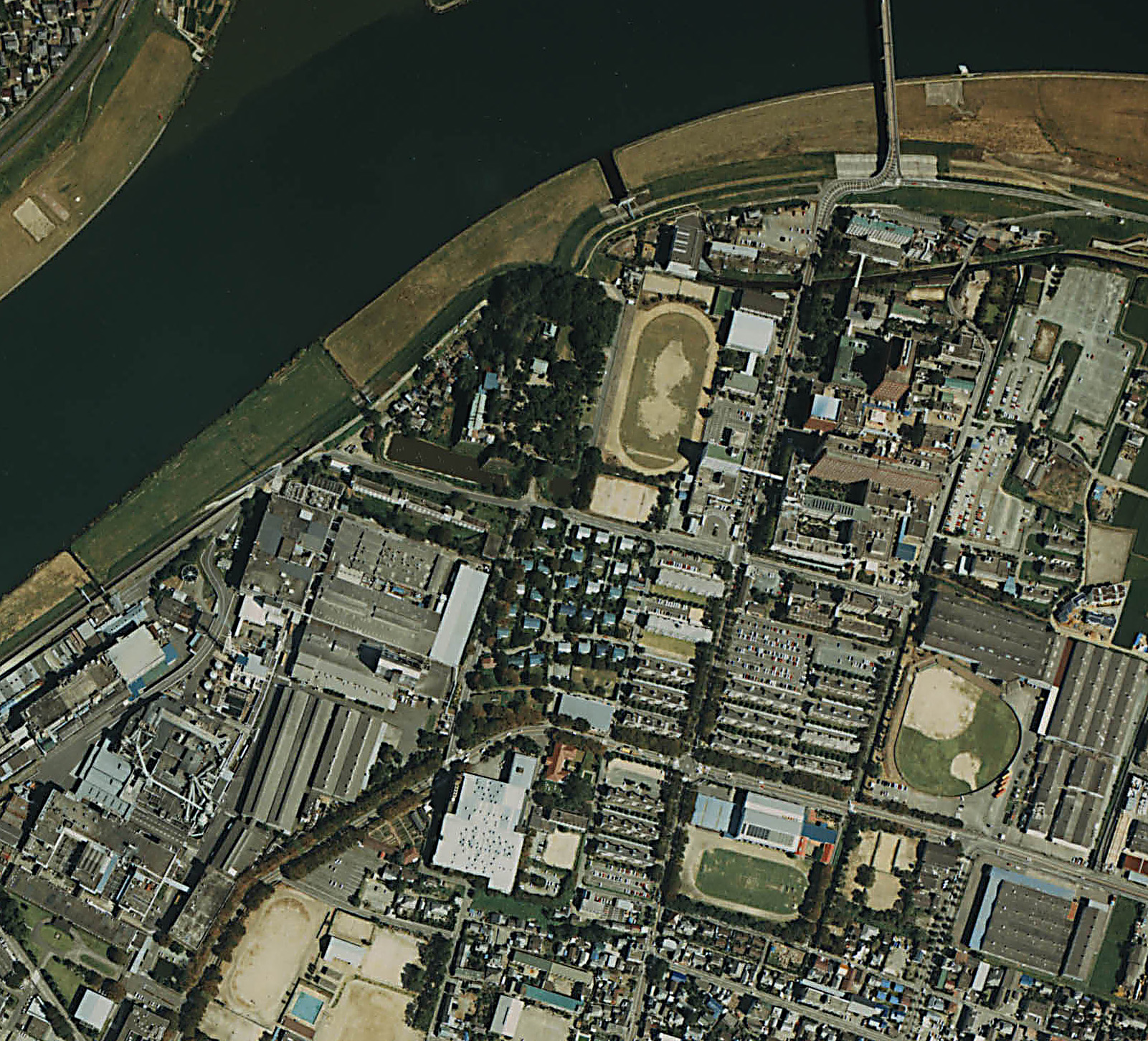
Vue aérienne du site du château de Kurume.

Le domaine de Kurume (久留米藩, Kurume-han) est un domaine féodal japonais de la période Edo dirigé par le clan Arima. Il se trouve dans la province de Chikugo, de nos jours à Kurume).
Les membres du clan Arima sont nommés vicomtes, grâce au système du kazoku, durant l'ère Meiji.

## Liste des daimyos
- Clan Arima 1620-1871 (fudai daimyo ; 210 000 koku)

|    | Nom                        | Dates     |
| -- | -------------------------- | --------- |
| 1  | Arima Toyōji (有馬豊氏)    | 1620-1642 |
| 2  | Arima Tadayori (有馬忠頼)  | 1642-1655 |
| 3  | Arima Yoritoshi (有馬頼利) | 1655-1668 |
| 4  | Arima Yorimoto (有馬頼元)  | 1668-1705 |
| 5  | Arima Yorimune (有馬頼旨)  | 1705-1706 |
| 6  | Arima Norifusa (有馬則維)  | 1706-1729 |
| 7  | Arima Yoriyuki (有馬頼徸)  | 1729-1783 |
| 8  | Arima Yoritaka (有馬頼貴)  | 1784-1812 |
| 9  | Arima Yorinori (有馬頼徳)  | 1812-1844 |
| 10 | Arima Yoritō (有馬頼永)    | 1844-1846 |
| 11 | Arima Yorishige (有馬頼咸) | 1846-1871 |

## Source de la traduction
- (en) Cet article est partiellement ou en totalité issu de l’article de Wikipédia en anglais intitulé « Kurume Domain » (voir la liste des auteurs).